# Bipalponephtys cornuta
Bipalponephtys cornuta is een borstelworm uit de familie Nephtyidae. Het lichaam van de worm bestaat uit een kop, een cilindrisch, gesegmenteerd lichaam en een staartstukje. De kop bestaat uit een prostomium (gedeelte voor de mondopening) en een peristomium (gedeelte rond de mond) en draagt gepaarde aanhangsels (palpen, antennen en cirri).
Bipalponephtys cornuta werd in 1945 voor het eerst wetenschappelijk beschreven door Berkeley & Berkeley.